# 烏斯季亞區

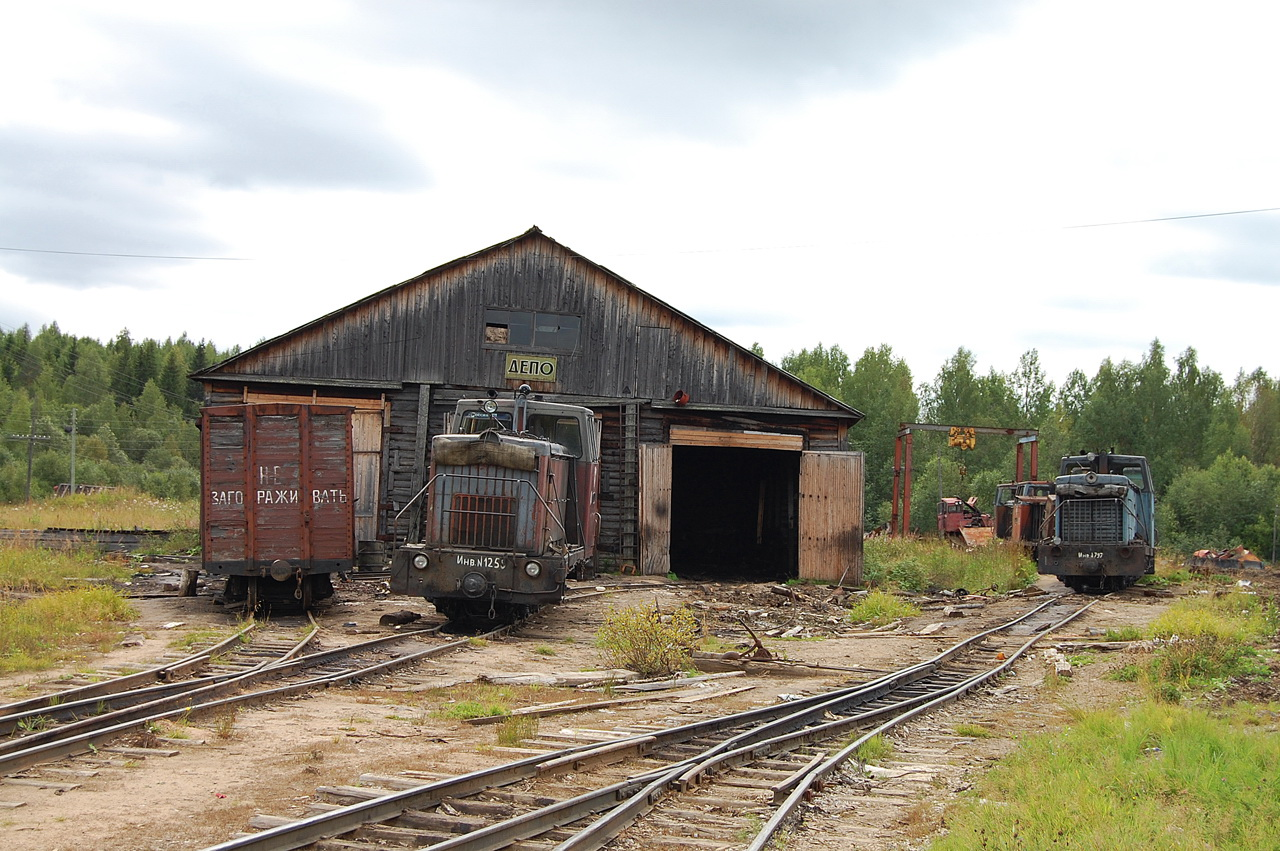

61°05′N 43°09′E / 61.083°N 43.150°E
烏斯季亞區（俄语：Устьянский район），是俄羅斯的一個區，位於該國西北部，由阿爾漢格爾斯克州負責管轄，始建於1929年7月15日，面積10,700平方公里，2010年人口30,581，人口密度每平方公里2.86人。